# Campomanesia phaea
El cambucí  (Campomanesia phaea) es un árbol de la familia de las mirtáceas nativo de la Mata Atlántica, amenazada de extinción. Antiguamente abundante en la ciudad de São Paulo, da su nombre a varios de sus barrios tradicionales. 

## Descripción
Árbol de 3 a 5 m de altura, con copa piramidal, tronco descamante con 20 a 30 cm de diámetro. Hojas simples, lisas, de 7 a 10 cm de largo por 3 a 4 de lancho. Flores axilares pedunculadas, solitarias. Florece entre agosto y noviembre y los frutos maduran entre enero y febrero. El fruto es una baya lisa, achatada, de color verde aun cuando madura, de pulpa carnosa dulce-acidulada.

## Distribución
Originalmente encontrada en São Paulo, Río de Janeiro y Minas Gerais, en la vertiente de la Serra do Mar, en el bosque ombrófilo denso de la Mata Atlántica. Presente también en la restinga del litoral norte de São Paulo.
Actualmente es encontrada solo cerca de São Paulo y Teresópolis (en el parque nacional da Serra dos Órgãos) y en Río de Janeiro.
En algunos huertos domésticos aún se cultiva para consumir principalmente en forma de jugo. También se prepara la cachaza con cambucí, un aguardiente aromatizado con la fruta en infusión.
Los frutos atraen la avifauna.

## Taxonomía
Campomanesia phaea fue descrita por (O.Berg) Landrum y publicado en Brittonia 36(3): 241. 1984.
Sinonimia
- Abbevillea phaea O.Berg in C.F.P.von Martius & auct. suc. (eds.), Fl. Bras. 14(1): 435 (1857).
- Paivaea phaea (O.Berg) Mattos, Loefgrenia 94: 8 (1989).
- Paivaea langsdorffii O.Berg in C.F.P.von Martius & auct. suc. (eds.), Fl. Bras. 14(1): 614 (1859).
- Paivaea langsdorffii var. lauroana Mattos, Revista Ci. Biol. 19(2): 344 (1967).
- Paivaea phaea var. lauroana (Mattos) Mattos, Loefgrenia 99: 6 (1990).
- Campomanesia phaea var. lauroana (Mattos) Mattos, Loefgrenia 110: 1 (1997).[3]

### Fotos
- Frutos

- Datos: Q5028502
- Multimedia: Campomanesia phaea / Q5028502
- Especies: Campomanesia phaea